# Grad Imotski
Grad Imotski är en stad i Kroatien.   Den ligger i länet Dalmatien, i den sydöstra delen av landet, 280 km söder om huvudstaden Zagreb.